# Collégiants

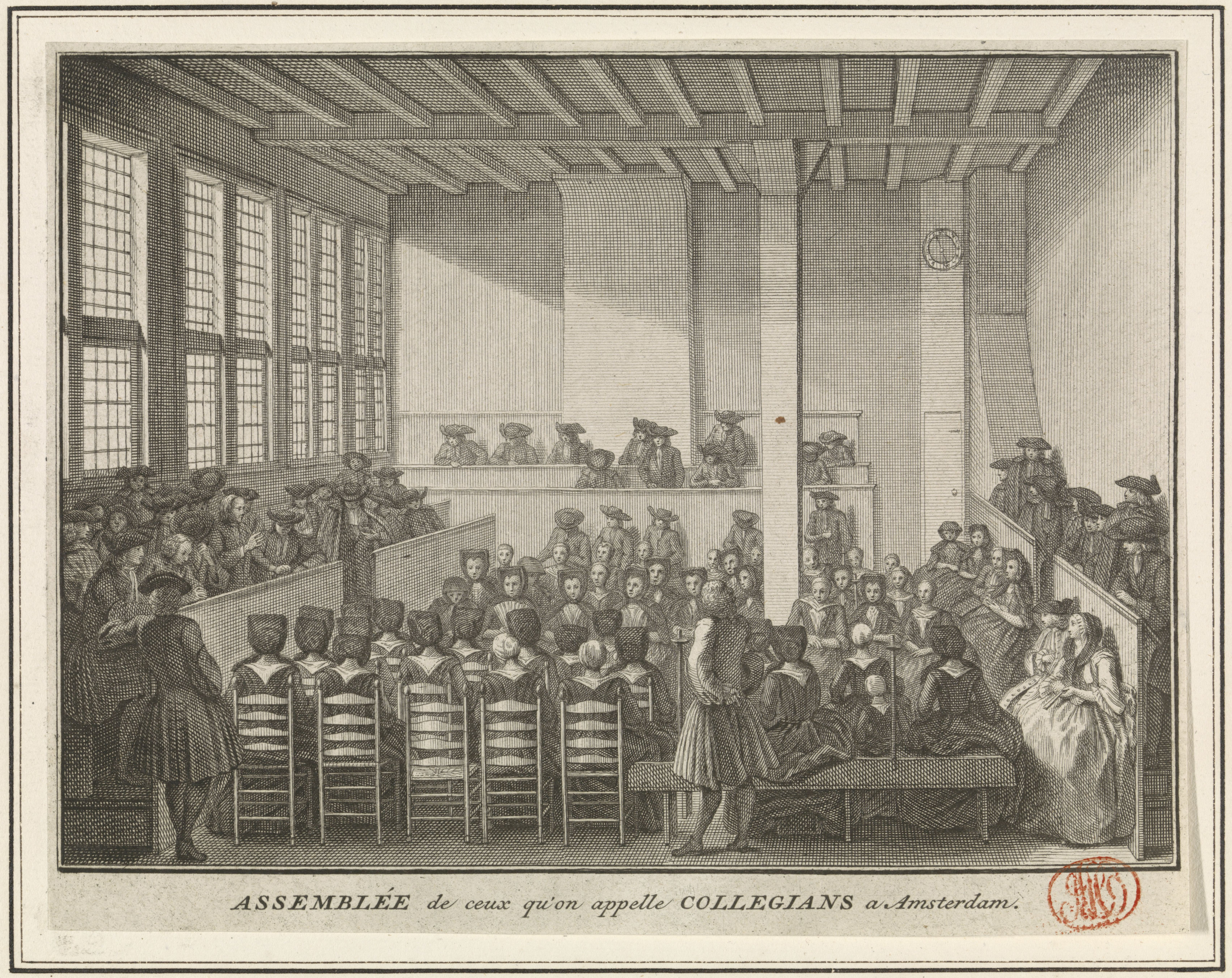
« Assemblée de ceux qu'on appelle Collegians a Amsterdam » (1736-38)

Les collégiants ou encore collégiens (latin : Collegiani; néerlandais : Collegianten) sont dans l’histoire chrétienne une association fondée en 1619 par des arminiens et des anabaptistes Hollandais. Ils furent appelés ainsi à cause de leurs réunions (collèges) organisés le premier dimanche de chaque mois durant lesquels tous les participants avaient la liberté de s'exprimer.

## Histoire
Les collégiants est une association fondée par des arminiens et des anabaptistes hollandais. Cette pratique a vu le jour en 1619, après le synode de Dordrecht forçant les États de Hollande à renvoyer des clercs pour leurs convictions religieuses. Trois frères habitant Warmond, van der Kodde - Gijsbert, Jan Jacobsz et Adriaen, ont alors décidé d'organiser leurs propres offices religieux. La société a commencé comme un refuge en réaction à l'animosité de la controverse entre calvinistes et arminiens. Leur nom est dérivé de la coutume selon laquelle ils appelaient leurs communautés des « collèges », comme l'ont fait Philipp Jacob Spener et les piétistes d'Allemagne.

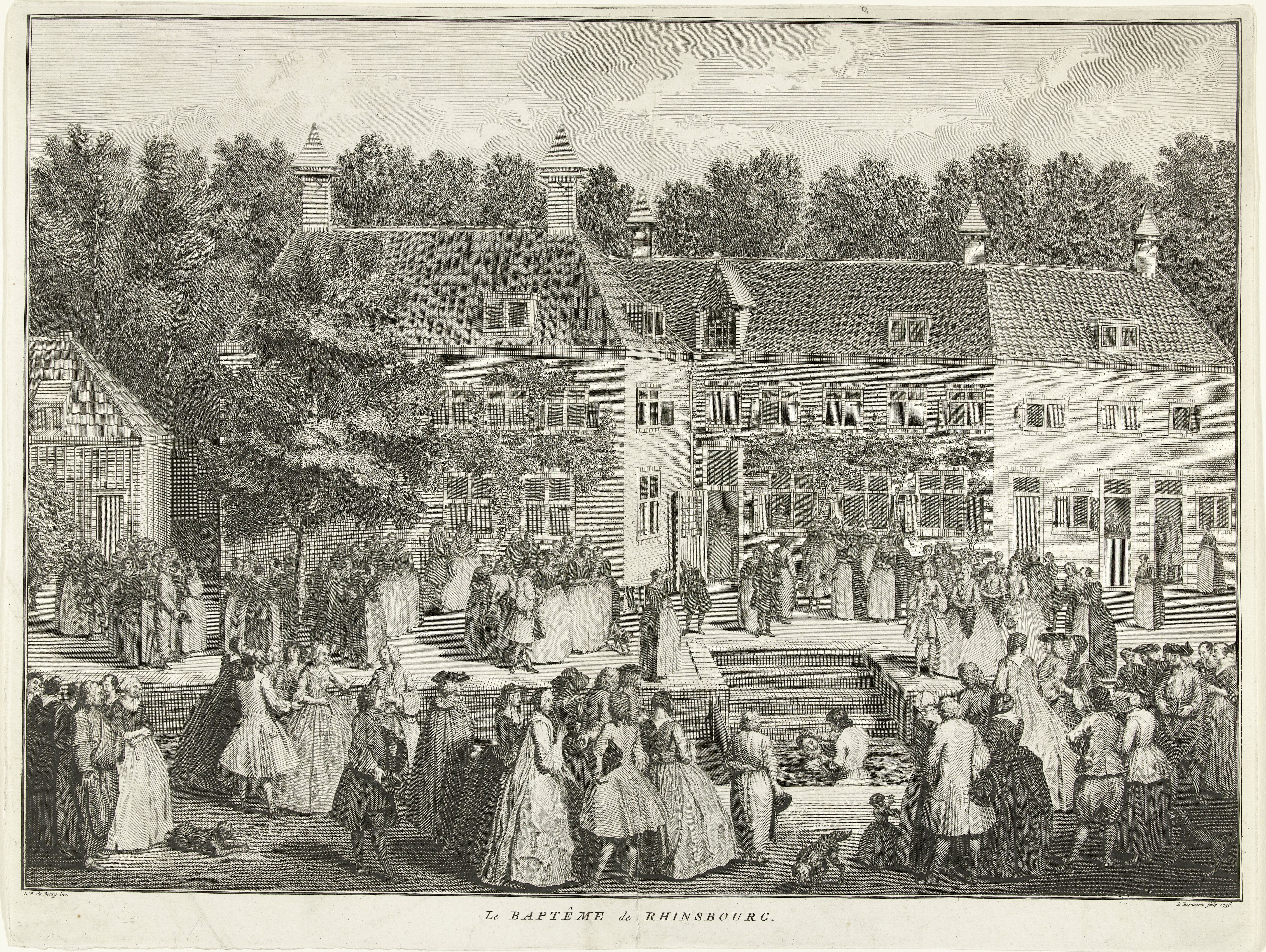
« Grote Huis », Rijnsburg, baptême (Balthasar Bernards, d'après Louis Fabricius Dubourg, 1736)

Le premier lieu de rencontre des collégiants a eu lieu au village de Warmond, dans la résidence de l'un des frères, mais ils ont ensuite établi leur quartier général à Rijnsburg près de Leyde.
Il y avait d'autres communautés importantes de collégiants, par exemple à Amsterdam et Hoorn. Le collège d'Amsterdam a été fondé en 1646 par Adam Boreel. Daniel De Breen, théologien remontrant de Leyde, a adapté le collège aux principes des Rijinsburgers. Un mennonite dissident, Galenus Abrahamsz, a amené de nombreux autres mennonites au collège d'Amsterdam où les collégiants dirigeaient un orphelinat, « De Oranjeappel », lieu où l'écrivain néerlandais Aagje Deken a été élevé. 

## Croyances et pratiques
Depuis le début, le principe de la société était d'admettre tous les individus désireux de reconnaître leur croyance en la Bible et de la prendre pour guide dans la vie. Mais aucune confession de foi n'était demandée et la plus grande diversité d'opinions était admise. Leurs réunions consistaient en réunions de prière hebdomadaires au cours desquelles tous les membres de la communauté pouvaient prier et commenter les écritures. Il n’y avait pas d’organisation régulière d’un ministère entre eux. Mais ils reconnaissaient la nécessité d'un baptême, administré par immersion. En outre, deux fois par an, ils tenaient des réunions de plusieurs jours, semblable à celles de l'Église d'Écosse.

## Les collégiants et le quakerisme
William Ames, un prédicateur quaker, a prêché auprès des collégiants après son arrivée à Amsterdam en 1657. Il est auteur d'un livre appelé Les Mystères du Royaume de Dieu dont le contenu sera défendu par certains collégiants contre plusieurs professeurs de leur groupe, en particulier par un texte intitulé La Lumière sur le Chandelier. Il est écrit en latin, publié dans une traduction néerlandaise en 1662 et republié en 1663 en anglais. Il y est question des limites du langage, et invite à trouver la vérité en se tournant vers la lumière intérieure, aussi appelée Christ, Esprit, Parole, un concept central dans la théologie quaker. Ce même quaker, William Ames, rencontre en 1657 Spinoza qui gravitera également autour des collégiants, et conservera des liens avec les quakers,.

## Les collégiants et Spinoza
Benoît Spinoza a rejoint les groupes d'étude des collégiants quand il vivait près de Leyde de 1660 à 1663. C'est durant cette période qu'il commence à travailler sur son œuvre principale, Éthique. À la fin du XVIIe siècle, les idées de Spinoza avaient fortement inspiré les collégiants et provoqué une division temporaire de leurs membres en deux partis, dans des lieux de réunion séparés. Le dirigeant du « parti spinoziste » était John Bredenburg, marchand de Rotterdam, opposé au libraire d'Amsterdam, Francis Couper, auteur d'Arcana Atheismi detecta [Les secrets de l'athéisme révélés] et également éditeur de la Bibliotheca Fratrum Polonorum seu Unitariorum. Ces deux partis se sont réunis à la mort des deux protagonistes et ont attiré de nombreux membres au sein de leur société durant le XVIIIe siècle. Spinoza noua de vives amitiés parmi les collégiants jusqu'à faire de l'un d'eux son exécuteur testamentaire.

## Dernières années en tant que groupe religieux et héritage
Les dernières réunions (ouvertes) des collégiants ont eu lieu à Rijnsburg le 27 mai 1787, à Rotterdam le 9 septembre 1788 et à Amsterdam en 1791. Le dernier baptême à Rijnsburg remonte à 1801. Le centre de Rijnsburg a été vendu en 1828, après le décès du dernier collégiant. « De Oranjeappel », un orphelinat des collégiants, subsiste encore de nos jours en tant que fondation promouvant des activités d'aide à la jeunesse.

### Citations
1. ↑  DUFL 1771.
2. ↑  Chambers 1728.
3. ↑  van Loon 2004.
4. 1 2 3  Blunt 1874.
5. ↑  Fix 1991.
6. ↑  William Quaker Internet Archive, The light upon the candlestick.  1663, 1663 (lire en ligne)
7. ↑  « Spinoza's Relations With The Quakers in Amsterdam | PDF | Baruch Spinoza | Quakers », sur Scribd (consulté le 25 mai 2025)
8. ↑  (en) Richard H. Popkin, « Spinoza and Samuel Fisher », Philosophia, vol. 15, no 3,‎ 1er décembre 1985, p. 219–236 (ISSN 1574-9274, DOI 10.1007/BF02380969, lire en ligne, consulté le 25 mai 2025)
9. ↑  Thompson et Thompson 2006.
10. ↑  Meinsma 2011.
11. ↑  Loosjes 1925.

### Sources
- (en) John Henry Blunt, Dictionary of Sects, Heresies, Ecclesiastical Parties, and Schools of Religious Thought, Rivingtons, 1874, p. 110
- (en) Ephraim Chambers, Cyclopaedia, or an Universal Dictionary of Arts and Sciences, New York, James and John Knapton, 1728, « Collegiants »
- (en) Andrew Cooper Fix, Prophecy and Reason: The Dutch Collegiants in the Early Enlightenment, Princeton, Princeton University Press, 1991, 45 p.
- (nl) A. Loosjes et Garrett Thompson, Het weeshuis der Collegianten "De Oranjeappel" 1675–1925, [Hilversum], Weeshuis "De Oranjeappel", 1925 (lire en ligne)
- K.O. Meinsma, Spinoza et son cercle : étude critique historique sur les hétérodoxes hollandais, Paris, Vrin, 2011, 576 p.
- DUFL, Dictionnaire universel françois et latin, vol. 2, Paris, F. Delaulne, 1771, 687 p. (lire en ligne), « COLLÉGIENS »
- (nl) MK, « Plangebied: inventarisatie en onderzoek (Plan area: Inventory and research) », sur Municipality of Katwijk, 2006
- (en) Daniel Thompson et Garrett Thompson, The Longman Standard History of Philosophy, Pearson Longman, 2006, 423 p.
- (en) Hendrik Willem van Loon, Life & Times of Rembrandt, Kessinger Publishing, 2004, p. 532